# Иван Ростиславич Берладник
Иван Ростиславич (ум. 1162) — звенигородский и галицкий (1144) князь, внук Володаря Ростиславича (по другой версии, внук Василько Ростиславича). Ему дано прозвище Берладник по молдавскому городу Берладу, центру территории Берладь, который в XII веке служил убежищем для князей и простых людей, куда и прибыл Иван Ростиславич после поражения 1144 года и где нашёл сторонников.

## Конфликт с Владимиром
До 1144 года Иван Ростиславич княжил в своём уделе — Звенигороде. В этом году галицкий князь Владимирко уехал однажды на охоту на довольно продолжительное время. Недовольные им из галичан решили воспользоваться его отсутствием и свергнуть его. Обратились с просьбою к Ивану Ростиславичу занять Галич и княжить в нём. Честолюбивый Иван не замедлил явиться и завладеть Галичем. Узнав об этом, Владимир вскоре появился под стенами Галича с многочисленным войском. Началась осада города. Осажденные крепко выдерживали натиск дружины Владимира и своими вылазками наносили ему большой вред. В вылазках принимал участие и Иван Ростиславич, и в одну из них был отрезан войсками Владимира от города, но пробился и вынужден был навсегда покинуть княжество. Сначала он устремился к Дунаю в Берладь, а «оттуда полем прибежал к Всеволоду Киеву», то есть степями, через реки Прут, Днестр, Буг в Киев, к великому князю Всеволоду Ольговичу, непримиримому врагу галицкого князя (1145).

## Наёмник
В 1146 году Иван оказался в рядах войск брата Всеволода Святослава. С этих пор и началась скитальческая жизнь Ивана Ростиславича, служившего с своей дружиной то у одного князя, то у другого и боровшегося с врагами то для получения себе удела, то в интересах князя, которому служил. Более 15 лет провёл он в бесплодных поисках своего удела, служа постоянно какому-либо великому князю и представляя собою первый пример в нашей истории служилого князя. После нападения на Святослава Изяслава Мстиславича Иван Берладник перешёл на службу к Ростиславу, князю смоленскому. В 1149 году он на службе у суздальского князя Юрия Долгорукого бился на отдалённом севере с данниками Великого Новгорода.

## Конфликт с Ярославом

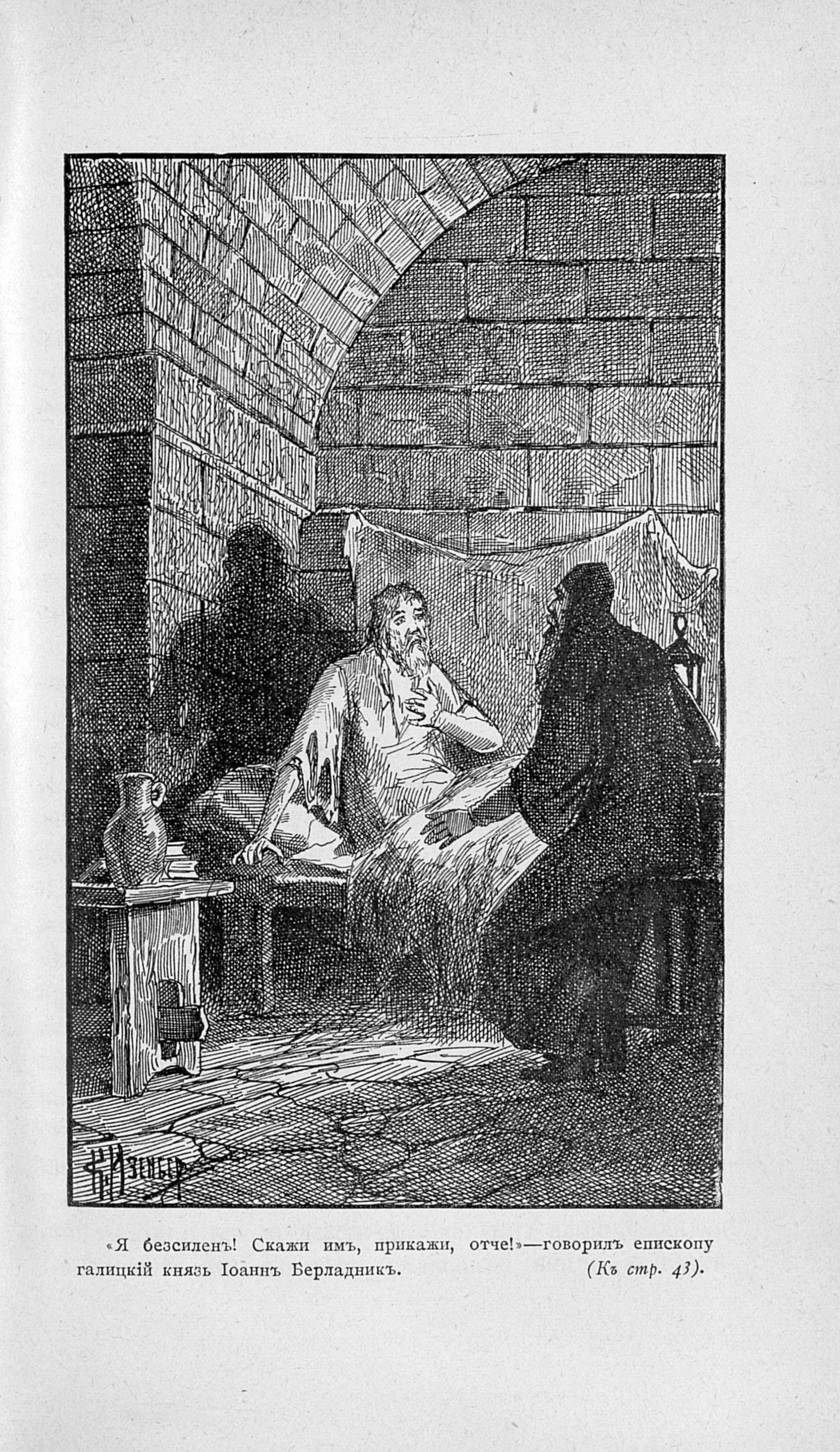
Иван Берладник и епископ галицкий, 1905 г.

В 1156 году Юрий, уступая просьбам своего зятя, Ярослава, сына Владимира, согласился выдать Ивана Ярославу и отправил его скованного в Киев, но за Ивана Ростиславича вступился митрополит и высшее духовенство, и отговорённый ими от исполнения своего намерения, Юрий отправил Берладника обратно в Суздаль. По пути на него напали люди Изяслава Давыдовича Черниговского, отбили у Юрьевых слуг и перевезли в Чернигов (1157). В лице Берладника Изяслав, вероятно, хотел иметь оплот против честолюбивых стремлений Ярослава Галицкого и более всех других князей покровительствовал Ивану Ростиславичу. Он не выдал его и тогда, когда явились к нему за Берладником послы многих русских и польских князей и даже послы венгерского короля. А так как держать его далее у себя он считал опасным, то помог ему бежать в степь к половцам (1158). «Иванъ уполошивса ѣха  въ поле къ Половцемъ… и ста въ городахъ подунайскихъ…». «И приидоша к нему половци мнози и берладника у него искупися (собрялось) 6000». С ними И. Берладник занял подунайские города, взял много товара, захватив на Дунае два галицких судна, начал преследовать галицких рыболовов. С половцами и 6000 берладников Иван вошёл в Галицкую область, захватил город Кучелмин и осадил Ушицу. Во время осады города Ушицы большая часть половцев покинула Берладника, и он с остальными прибыл в Киев на помощь Изяславу Давыдовичу, занимавшему тогда великокняжеский стол (1159). Изяслав принял его и даже обратился к Ярославу с требованием удела для Берладника, но, вызванный галицким князем на борьбу, Изяслав потерял в ней и великое княжение, и жизнь (1161).

## Смерть
Лишившись единственного покровителя, Берладник уехал в Грецию и нашёл свою смерть в Фессалониках, в 1162 году, отравленный, по преданию, ядом. Такова же была судьба и сына его Ростислава Ивановича во время борьбы за власть в Галиче после смерти Ярослава Осмомысла.